# 天主教聖克拉拉教區
天主教聖克拉拉教區（拉丁語：Dioecesis Sanctae Clarae）是古巴一個羅馬天主教教區，屬卡馬圭總教區。
教區1995年4月1日成立，位於古巴中北部，包括比亞克拉拉省和聖斯皮里圖斯省。2004年有教友518,935人，佔轄區總人口44.1%。教區下轄卅四個堂區，有廿七名司鐸。現任教區主教為馬塞洛·亞瑟·岡薩雷斯·阿馬多爾。